# Бранко Вујовић (глумац)
Бранко Вујовић (Нови Сад, 30. децембар 1932 — Београд, 21. јул 1993) био је југословенски и српски позоришни, телевизијски и филмски глумац. Најпознатији је по улогама у филмовима Чудо у Шаргану, Дневник увреда 1993 и филму Сарајевски атентат.

## Филмографија
| Год.   | Назив                            | Улога              |
| ------ | -------------------------------- | ------------------ |
| 1960-е |                                  |                    |
| 1963.  | Капетан Смело срце (ТВ филм)     |                    |
| 1967.  | Кафаница на углу (ТВ филм)       | први гост          |
| 1970-е |                                  |                    |
| 1971.  | Дипломци (серија)                | трговац            |
| 1972.  | Сарајевски атентат (ТВ филм)     | Цвијан Стјепановић |
| 1974.  | Власт (ТВ филм)                  |                    |
| 1974.  | Димитрије Туцовић (серија)       |                    |
| 1976.  | Успон и пад Жике Проје (серија)  |                    |
| 1976.  | Кухиња (ТВ филм)                 |                    |
| 1978.  | Повратак отписаних (серија)      | Ото                |
| 1978.  | Молијер (ТВ филм)                |                    |
| 1980-е |                                  |                    |
| 1980.  | Било, па прошло (серија)         |                    |
| 1981.  | Светозар Марковић (серија)       |                    |
| 1982.  | Приче преко пуне линије (серија) |                    |
| 1989.  | Чудо у Шаргану                   | Вилотијевић        |
| 1990-е |                                  |                    |
| 1991.  | Бољи живот (серија)              | директор школе     |
| 1994.  | Театар у Срба (тв серија)        | Јован Суботић      |
| 1994.  | Дневник увреда 1993              |                    |